# 海住山寺
海住山寺（かいじゅうせんじ）位於京都府木津川市，是一間屬於真言宗智山派的佛教寺廟。位於瓶原的三上山（海住山）的山中部。山號為補陀洛山，供奉國寶十一面觀音，是佛塔古寺十八尊中的第三號。傳說聖武天皇為了祈求盧舎那佛像（東大寺大佛像）的完成順利而建造了海住山寺。

## 寺史
海住山寺的建造事蹟無完全明確的紀錄。但根據寺傳記載，海住山寺是在天平七年（西元735年）奉聖武天皇之願，以藤尾山觀音寺為寺名，由良弁和尚開山創立。保延三年（1137年），三上山全山被燒毀。於承元二年，由笠置寺的貞慶和尚復興並另取山名與寺名為現在的補陀洛山海住山寺。直到近世，海住山寺本為興福寺（法相宗本山）所屬，後來轉變為真言宗。

## 關連項目
- 日本寺院列表

## 外部連結
- 海住山寺官方網站 （页面存档备份，存于）